# روزی روزگاری (فصل ۱)
اولین فصل مجموعه روزی روزگاری در ۲۳ اکتبر ۲۰۱۱ روی آنتن رفت و در ۱۳ مه ۲۰۱۲ به پایان رسید. این مجموعه توسط ادوارد کیتسیز و ادام هوروویتس خلق شده‌است. تمرکز داستان روی جنگل جادویی و استوری بروک و نقشه ملکه شیطانی برای نابودی شادی همگان است تا بتواند تنها کسی باشد که به پایان خوش می‌رسد.
اولین فصل روزی روزگاری نقدهای «عموماً مطلوبی» دریافت کرد. متاکریتیک طبق ۲۶نقد، از ۱۰۰ به آن نمره ۶۶ را داد. هنک استور از واشینگتن پست آن را «پاداشی هوشمندانه برای طرفداران فانتزی‌های سبک» خواند که «مخلوطی از هوشمندی، تحرک و عشق است.» ورن گی از نیوزدی گفت که این مجموعه «زرق و برقی درخور تماشا دارد و بیننده را به چالش می‌کشد تا دربارهٔ درام‌های تلویزیونی به عنوان چیزی فراتر از موضوعی تکرار فکر کند.»
قسمت آزمایشی، ۱۲٫۹۳ میلیون بیننده داشت و از سمت مخاطبان ۱۸–۴۹ ساله رتبه ۴ از ۱۰ را کسب کرد. این ارقام در طول فصل و در آوریل ۲۰۱۲ به ۸٫۳۶ میلیون بیننده و رتبه ۲٫۸ از ۱۰ تنزل پیدا کرد؛ ولی برای قسمت آخر فصل جهش آرامی به سمت ۹٫۶۶ میلیون بیننده و رتبه ۳٫۳ از ۱۰ داشت.

## داستان
داستان این مجموعه براساس این نظریه است که یک دنیای موازی وجود دارد که در آن تمام شخصیت‌های داستانی کلاسیک (قدیمی و جدید) حضور دارند -دنیایی که ارتباطی سست با دنیای ما دارد. اما سوان (جنیفر موریسون) در شب تولد ۲۸سالگیش با هنری میلز (جرد اس. گلیمور) ملاقات می‌کند؛ پسری که ۱۰سال پیش سرپرستیش را رها کرد. اما او را به خانه‌اش در استوریبروک، مین برمی‌گرداند؛ جایی که هیچ چیز آنطور که بنظر می‌رسد، نیست.
هنری یک کتاب بزرگ از افسانه‌های پریان دارد و معتقد است که اما دختر سفید برفی (جنیفر گودوین) و شاهزاده چارمینگ (جاش دالاس) است و از آن‌ها دور شده تا از نفرین قدرتمندی که توسط ملکه شیطانی (لانا پاریلا) اجرا شده، در امان باشد. طبق این نفرین ملکه تنها کسی است که به پایان خوش می‌رسد. بخاطر این نفرین، همه در استوری بروک بدون خاطره‌ای خود واقعیشان در زمان متوقف شده‌اند. البته این موضوع در مورد ملکه صدق نمی‌کند. او شهردار استوری بروک و مادرخوانده هنری است و رجینا میلز نام دارد. اما هیچ کلمه‌ای از نظریه هنری را باور نمی‌کند و او را به خانه برمی‌گرداند. ولی بعد تصمیم می‌گیرد در شهر نیوانگلند بماند. این کار باعث می‌شود برای اولین طی ۲۸سال، عقربه‌های ساعت شهر تکان بخورند.
به زودی معلوم می‌شود که برفی و چارمینگ بخاطر امنیت نوزادشان، از پوست چروکین شیاد و زندانی (رابرت کارلایل) کمک خواسته‌اند. او گفت که تنها امید آن‌ها همین بچه است که در تولد ۲۸سالگیش برمی گردد و «نبرد نهایی» را آغاز می‌کند. این دختربچه روزی متولد شده که ملکه نفرینش را اجرا می‌کند. پس بچه را به دنیای ما می‌فرستند تا توسط والدینی جدید با نام اما سوان بزرگ شود.
اما در استوری بروک می‌ماند و بعد از مرگ ناگهانی کلانتر قبلی، گراهام هامبرت (جیمی درنان)، به عنوان کلانتر انتخاب می‌شود. رفتار خصومت‌آمیز رجینا او را مشکوک می‌کند و تصمیم می‌گیرد با معلم هنری، مری مارگارت بلنچارد، زندگی کند. مری در واقع همان سفیدبرفی و مادر اما است. وقتی رجینا می‌فهمد ثروتمندترین فرد شهر، آقای گلد، از هویت واقعی خودش به عنوان پوست چروکین باخبر است، خصومتش شدت می‌گیرد. ازطرفی مری مارگارت عاشق دیوید نولان می‌شود؛ بیماری که به تازگی از کما خارج شده و ظاهراً شاهزاده چارمینگ و پدر اما است. اما دیوید با کاترین نولان ازدواج کرده‌است؛ زنی که در دنیای پریان نامزد سابق او و شاهزاده ابیگیل، دختر پادشاه میداس است. دیوید و مری مارگارت وارد یک رابطه سری باهم می‌شوند که عمومی شده و کاترین را ناراحت می‌کند.
کاترین نهایتاً تصمیم می‌گیرد به بوستون برود و اجازه دهد دیوید با مری مارگارت باشد. اما قبل از ترک استوری بروک ناپدید می‌شود؛ زیرا بخاطر نفرین هیچ‌کس نمی‌تواند شهر را ترک کند. کمی بعد یک جعبه جواهر که متعلق به دوران کودکی مری مارگارت است، نزدیک پل عبور قدیمی پیدا می‌شود. داخل آن یک قلب انسان است که با آزمایش دی ان ای، مشخص می‌شود برای کاترین است. مری مارگارت به ظن قتل کاترین دستگیر می‌شود اما کاترین زنده در یک کوچه پیدا می‌شود. او فاش می‌کند که کسی او را دزدید و چند روز در زیرزمینی نگه داشت ولی او توانست فرار کند. وقتی سیدنی گلس (جیانکارلو اسپوزیتو) اعتراف می‌کند که بخاطر ترقی در شغلش کاترین را دزدیده بوده، اما قانع نمی‌شود و به این نتیجه می‌رسد که همه چیز زیر سر رجینا بوده‌است.
به زودی اما می‌فهمد که آگست دابلیو. بوث نویسنده (ایان بیلی) که بعد از او اولین غریبه‌ای است که به شهر می‌رسد، از دنیایی دیگر و پینوکیو است و همراه با اما فرستاده شده بوده تا مراقبش باشد. اما او بخاطر ترس، اما را رها کرده و آرام آرام به عروسکی چوبی تبدیل شده‌است. اما تصمیم می‌گیرد برای همیشه هنری را از استوری بروک ببرد اما او قبول نمی‌کند. اما با رجینا معامله‌ای می‌کند که برود اما گاه گاه به هنری سر بزند.
ولی رجینا هویت واقعی اما را می‌داند و سراغ سیب‌های مسمومش می‌رود تا درقالب کیک سیب به او بدهد. هنری کیک را می‌خورد، بیهوش می‌شود و به اما ثابت می‌شود که نفرین واقعیت دارد. اما حالا فلش بک‌هایی از گذشته واقعیش را می‌بیند و مجبور می‌شود با رجینا متحد شود و داروی عشق واقعی پوست چروکین را از زیر برج ساعت بدست آورد. ولی آقای گلد آن را می‌دزدد و اما را وسط راه در آسانسور و رجینا را دست بسته رها می‌کند.
وقتی اعلام می‌شود هنری مرده‌است، اما و رجینا به بیمارستان می‌روند تا با جسدش خداحافظی کنند. اما پیشانیش را می‌بوسد و جریانی از انرژی کل شهر را دربرمی گیرد و خاطرات واقعی همه برمی گردد و هنری از دست اثرات سیب مسموم خلاص می‌شود. برفی و چارمینگ پیش هم برمی گردند و رجینا به تنهایی به قصرش می‌رود. اما فکر می‌کند چرا حالا که نفرین شکیته شده هیچ‌کس به دنیای دیگر برنمی گردد. پوست چروکین به عشق واقعیش، بل (امیلی دی راوین) می‌رسد و او را به چاه آرزوها در اعماق جنگل می‌برد. دارو را برمی‌دارد و آن را در چاه می‌ریزد. با این کار، ابری کبود استوری بروک را دربرمی گیرد و برج ساعت روی ۸:۱۵ می‌ماند.

## بازیگران و شخصیت‌ها
- لانا پاریلا درنقش رجینا (ملکه شیطانی)
- جنیفر گودوین درنقش سفیدبرفی/ مری مارگارت بلنچارد
- جاش دالاسدرنقش پرنس چارمینگ / دیوید نولان
- جنیفر موریسون درنقش اما سوان
- ایان بیلی درنقش پینوکیو / اگست بوث
- جرد اس. گیلمور درنقش هنری میلز (پسر اما)
- رافائل بارگ درنقش جیمینی کریکت / دکتر. ارچی هاپر
- جیمی درنان درنقش شکارچی / کلانتر گراهام هامبرت
- رابرت کارلایل: پوست چروکین (سیاهپوش، آقای گلد)

## قسمت‌ها
| شم. کلی | شم. در فصل | عنوان                             | کارگردان        | نویسنده                        | تاریخ انتشار اصلی | کد تولید | U.S. تعداد بیننده (میلیون) |
| ------- | ---------- | --------------------------------- | --------------- | ------------------------------ | ----------------- | -------- | -------------------------- |
| ۱       | ۱          | «آزمایشی»                         | مارک مایلود     | ادوارد کیتسیز و ادام هوروویتس  | ۲۳ اکتبر ۲۰۱۱     | ۱۰۱      | ۱۲٫۹۳                      |
| ۲       | ۲          | «چیزهایی که بیش از همه دوست داری» | گرگ بیمن        | ادوارد کیتسیز و ادام هوروویتس  | ۳۰ اکتبر ۲۰۱۱     | ۱۰۲      | ۱۱٫۷۴                      |
| ۳       | ۳          | «برف می‌آید»                       | دین وایت        | لیز تایگلار                    | ۶ نوامبر ۲۰۱۱     | ۱۰۳      | ۱۱٫۴۵                      |
| ۴       | ۴          | «قیمت طلا»                        | دیوید سولومن    | دیوید اچ. گودمن                | ۱۳ نوامبر ۲۰۱۱    | ۱۰۴      | 11.36                      |
| ۵       | ۵          | «[آن صدای کوچک و ثابت»            | پال ای. ادواردز | جین اسپنسان                    | ۲۷ نوامبر ۲۰۱۱    | ۱۰۵      | 10.69                      |
| ۶       | ۶          | «چوپان»                           | ویکتور نلی      | اندرو چمبلیس و ایان بی. گلدبرگ | ۴ دسامبر ۲۰۱۱     | ۱۰۶      | 9.66                       |
| ۷       | ۷          | «قلب شکارچی تنهایی است.»          | دیوید برت       | ادوارد کیتسیز و ادام هوروویتس  | ۱۱ دسامبر ۲۰۱۱    | ۱۰۷      | 8.92                       |